# DreamWorks Pictures
DreamWorks Pictures, hay DreamWorks SKG là một hãng phim Hoa Kỳ chuyên sản xuất và phân phối phim điện ảnh, trò chơi điện tử và chương trình truyền hình.
DreamWorks bắt đầu hoạt động từ năm 1994 và được điều hành bởi Steven Spielberg, Jeffrey Katzenberg và David Geffen (tạo thành chữ SKG trên biểu trưng cũ). Tháng 12 năm 2005, họ đồng ý bán công ty cho Viacom và cuộc mua bán được hoàn thành vào tháng 2 năm 2006. Năm 2008, DreamWorks thông báo sẽ dừng hợp tác với Paramount Pictures và ký một hợp đồng sản xuất phim với một công ty Ấn Độ.
Nhánh hoạt hình của DreamWorks được thành lập năm 2004 với cái tên DreamWorks Animation SKG và phim của DreamWorks Animation SKG sẽ được phân phối bởi Paramount của Viacom.

## Lịch sử
DreamWorks được thành lập năm 1994 sau khi Jeffrey Katzenberg nghỉ việc tại Công ty Walt Disney. Đồng ý lời đề nghị của Steven Spielberg, Jeffrey Katzenberg cùng với cộng tác viên David Geffen và Spielberg đã thành lập xưởng phim riêng. Xưởng phim chính thức được thành lập vào ngày 12 tháng 10 năm 1994.
Tháng 12 năm 2005, Paramount Pictures của Viacom đồng ý mua lại xưởng phim với giá trị tổng cộng khoảng 1,6 tỷ đô la Mỹ, trong đó có khoảng 400 triệu đô la Mỹ là để giải quyết các nghi vấn. Cuộc mua bán chính thức hoàn thành vào ngày 1 tháng 2 năm 2006.
Ngày 12 tháng 3 năm 2007, DreamWorks Animation thông báo họ sẽ phát hành tất cả các phim của mình, bắt đầu từ phim Monsters vs. Aliens (2009).

## Danh sách các phim

### DreamWorks Distribution
| Tên                                             | Ngày phát hành       | Ghi chú |
| ----------------------------------------------- | -------------------- | --- |
| The Peacemaker                                  | 26 tháng 9 năm 1997  | Phim đầu tiên của DreamWorks SKG                                                                              |
| Amistad                                         | 10 tháng 12 năm 1997 | (đồng sản xuất cùng HBO Films)                                                                                |
| MouseHunt                                       | 19 tháng 12 năm 1997 | |
| Paulie                                          | 17 tháng 4 năm 1998  | |
| Deep Impact                                     | 8 tháng 5 năm 1998   | (đồng sản xuất cùng Paramount Pictures)                                                                       |
| Small Soldiers                                  | 10 tháng 7 năm 1998  | (đồng sản xuất cùng Universal Studios và Amblin Entertainment)                                                |
| Saving Private Ryan                             | 24 tháng 7 năm 1998  | (đồng sản xuất cùng Paramount Pictures, Amblin Entertainment và Mutual Film Company)                          |
| Antz                                            | 2 tháng 10 năm 1998  | (đồng sản xuất cùng Pacific Data Images)                                                                      |
| The Prince of Egypt                             | 18 tháng 12 năm 1998 | |
| In Dreams                                       | 15 tháng 1 năm 1999  | |
| Forces of Nature                                | 19 tháng 3 năm 1999  | |
| The Love Letter                                 | 21 tháng 5 năm 1999  | |
| The Haunting                                    | 23 tháng 7 năm 1999  | |
| American Beauty                                 | 1 tháng 10 năm 1999  | |
| Galaxy Quest                                    | 25 tháng 12 năm 1999 | |
| The Road to El Dorado                           | 31 tháng 3 năm 2000  | |
| Gladiator                                       | 5 tháng 5 năm 2000   | (đồng sản xuất cùng Universal Studios và Scott Free Productions)                                              |
| Road Trip                                       | 19 tháng 5 năm 2000  | |
| Small Time Crooks                               | 19 tháng 5 năm 2000  | |
| Chicken run                                     | 23 tháng 6 năm 2000  | (đồng sản xuất cùng Pathé và Aardman Animations)                                                              |
| What Lies Beneath                               | 21 tháng 7 năm 2000  | (đồng sản xuất cùng 20th Century Fox và HìnhMovers)                                                           |
| Almost Famous                                   | 13 tháng 9 năm 2000  | (đồng sản xuất cùng Columbia Pictures)                                                                        |
| Meet the Parents                                | 6 tháng 10 năm 2000  | (đồng sản xuất cùng Universal Studios)                                                                        |
| The Contender                                   | 13 tháng 10 năm 2000 | (đồng sản xuất cùng Cinerenta Medienbeteiligungs KG)                                                          |
| The Legend of Bagger Vance                      | 3 tháng 11 năm 2000  | (đồng sản xuất cùng 20th Century Fox và Allied Filmmakers)                                                    |
| Cast Away                                       | 7 tháng 12 năm 2000  | (đồng sản xuất cùng 20th Century Fox và HìnhMovers)                                                           |
| An Everlasting Piece                            | 25 tháng 12 năm 2000 | (đồng sản xuất cùng Columbia Pictures)                                                                        |
| The Mexican                                     | 2 tháng 3 năm 2001   | (đồng sản xuất cùng Newmarket Films)                                                                          |
| Shrek                                           | 18 tháng 5 năm 2001  | |
| Evolution                                       | 8 tháng 6 năm 2001   | (đồng sản xuất cùng Columbia Pictures và The Montecito Picture Company)                                       |
| A.I. Artificial Intelligence                    | 26 tháng 6 năm 2001  | (đồng sản xuất cùng Warner Bros. và Amblin Entertainment)                                                     |
| The Curse of the Jade Scorpion                  | 24 tháng 8 năm 2001  | (hợp tác với VCL Communications GmbH)                                                                         |
| The Last Castle                                 | 19 tháng 10 năm 2001 | |
| A Beautiful Mind                                | 21 tháng 12 năm 2001 | (đồng sản xuất cùng Universal Studios và Imagine Entertainment)                                               |
| The Time Machine                                | 8 tháng 3 năm 2002   | (đồng sản xuất cùng Warner Bros.)                                                                             |
| Hollywood Ending                                | 3 tháng 5 năm 2002   | |
| Spirit: Stallion of the Cimarron                | 24 tháng 5 năm 2002  | |
| Minority Report                                 | 21 tháng 6 năm 2002  | (đồng sản xuất cùng 20th Century Fox và Amblin Entertainment)                                                 |
| Road to Perdition                               | 12 tháng 7 năm 2002  | (đồng sản xuất cùng 20th Century Fox)                                                                         |
| The Tuxedo                                      | 27 tháng 9 năm 2002  | |
| The Ring                                        | 18 tháng 10 năm 2002 | |
| Catch Me If You Can                             | 25 tháng 12 năm 2002 | (đồng sản xuất cùng Amblin Entertainment)                                                                     |
| Biker Boyz                                      | 31 tháng 1 năm 2003  | |
| Old School                                      | 21 tháng 2 năm 2003  | (đồng sản xuất cùng The Montecito Picture Company)                                                            |
| Head of State                                   | 28 tháng 3 năm 2003  | |
| Sinbad: Legend of the Seven Seas                | 22 tháng 7 năm 2003  | |
| Seabiscuit                                      | 25 tháng 7 năm 2003  | (đồng sản xuất cùng Universal Studios, Spyglass Entertainment, và The Kennedy/Marshall Company)               |
| Anything Else                                   | 19 tháng 9 năm 2003  | |
| The Cat in the Hat                              | 21 tháng 11 năm 2003 | (đồng sản xuất cùng Universal Studios và Imagine Entertainment)                                               |
| House of Sand and Fog                           | 19 tháng 12 năm 2003 | |
| Paycheck                                        | 25 tháng 12 năm 2003 | (đồng sản xuất cùng Paramount Pictures)                                                                       |
| Win a Date with Tad Hamilton!                   | 23 tháng 1 năm 2004  | |
| Eurotrip                                        | 20 tháng 2 năm 2004  | |
| Envy                                            | 30 tháng 4 năm 2004  | (đồng sản xuất cùng Columbia Pictures và Castle Rock Entertainment)                                           |
| Shrek 2                                         | 19 tháng 5 năm 2004  | |
| The Stepford Wives                              | 11 tháng 6 năm 2004  | (đồng sản xuất cùng Paramount Pictures)                                                                       |
| The Terminal                                    | 18 tháng 6 năm 2004  | (đồng sản xuất cùng Amblin Entertainment)                                                                     |
| Anchorman: The Legend of Ron Burgundy           | 9 tháng 7 năm 2004   | |
| Collateral                                      | 6 tháng 8 năm 2004   | (đồng sản xuất cùng Paramount Pictures)                                                                       |
| Surviving Christmas                             | 22 tháng 10 năm 2004 | |
| Lemony Snicket's A Series of Unfortunate Events | 17 tháng 12 năm 2004 | (đồng sản xuất cùng Paramount Pictures và Nickelodeon Movies)                                                 |
| Meet the Fockers                                | 22 tháng 12 năm 2004 | (đồng sản xuất cùng Universal Studios)                                                                        |
| The Ring Two                                    | 18 tháng 3 năm 2005  | (đồng sản xuất cùng The Kennedy/Marshall Company))                                                            |
| Đại chiến thế giới                              | 29 tháng 6 năm 2005  | (đồng sản xuất cùng Paramount Pictures và Amblin Entertainment)                                               |
| The Island                                      | 22 tháng 7 năm 2005  | (đồng sản xuất cùng Warner Bros.)                                                                             |
| Red Eye                                         | 19 tháng 8 năm 2005  | |
| Just Like Heaven                                | 16 tháng 9 năm 2005  | |
| The Prize Winner of Defiance, Ohio              | 14 tháng 10 năm 2005 | (đồng sản xuất cùng Revolution Studios và HìnhMovers)                                                         |
| Dreamer: Inspired by a True Story               | 21 tháng 10 năm 2005 | |
| Memoirs of a Geisha                             | 23 tháng 12 năm 2005 | (đồng sản xuất cùng Spyglass Entertainment, Amblin Entertainment Columbia Pictures, và Red Wagon Productions) |
| Munich                                          | 23 tháng 12 năm 2005 | (đồng sản xuất cùng Universal Studios, Amblin Entertainment The Kennedy/Marshall Company) & DreamWorks)       |
| Match Point                                     | 28 tháng 12 năm 2005 | |
| She's the Man                                   | 17 tháng 3 năm 2006  | (đồng sản xuất cùng Lakeshore Entertainment)                                                                  |